# Antonio Pettigrew
Antonio Pettigrew, född 3 november 1967 i Macon i Georgia, död 10 augusti 2010 i Chatham County i North Carolina, var en amerikansk före detta friidrottare, främst på sprintdistansen 400 meter.
Pettigrew blev världsmästare i Tokyo 1991 efter en hård uppgörelse med landsmannen Danny Everett och britten Roger Black. Pettigrew vann till slut guldet på tiden 44,57 sekunder, Black vann silvret på 44,62 och Everett bronset på 44,63. I stafetten fick emellertid Pettigrew ge sig för britten Kriss Akabusi på upploppet och amerikanerna fick nöja sig med silvret.
Pettigrew deltog i VM 1997 där han blev 7:e man i finalen på 400 meter på 44,57 samt löpte andrasträckan i det amerikanska laget på 4 × 400 meter som vann guldet efter en rafflande uppgörelse med Storbritannien och Jamaica: 2.56,47 för USA mot 2.56,65 för britterna och 2.56,75 för jamaicanerna. Även vid VM 1999 sprang Pettigrew andrasträckan i guldlaget på 4 × 400 meter medan han fick nöja sig med fjärdeplatsen individuellt efter att ha sprungit på 44,54 - 23 hundradelar från bronsmannen Alejandro Cardenas från Mexiko. Vid VM 2001 upprepade Pettigrew fjärdeplatsen, denna gång endast en hundradel från bronset som vanns av Jamaicas Gregory Haughton. I stafetten upprepades skeendet från de två föregående världsmästerskapen - Pettigrew löpte andrasträckan och USA vann guldet (och Jamaica bronset för tredje gången i följd).
År 2000 kvalificerade sig Pettigrew för olympiska spelen för första gången. Individuellt placerade sig Pettigrew på sjunde plats. I stafetten löpte han i vanlig ordning andrasträckan i det segrande amerikanska laget. Huruvida amerikanerna förtjänade denna guldmedalj har i efterhand diskuterats till följd av Alvin Harrisons positiva dopningsprov. I augusti 2008 beslutade Internationella olympiska kommittén att diskvalificera det amerikanska laget sedan Pettigrew erkänt dopning. Enligt erkännandet skall dopningen påbörjats 1997 och nu ifrågasätts alla resultat efter det. Från 2006 arbetade han som tränare på University of North Carolina at Chapel Hill. Pettigrew hittades död av en överdos av medicin i sin bil den 10 augusti 2010.

## Medaljer
Guld
- OS 2000 4 × 400 meter (USA: Harrison, Pettigrew, Harrison och Johnson, 2.56,35) Diskvalificerad
- VM 1991 400 meter (44,57)
- VM 1997 4 × 400 meter (USA: Young, Pettigrew, Jones och Washington, 2.56,47)
- VM 1999 4 × 400 meter (USA: Davis, Pettigrew, Taylor och Johnson, 2.56,45)
- VM 2001 4 × 400 meter (USA: Byrd, Pettigrew, Brew och Taylor, 2.57,54)

Silver
- VM 1991 4 × 400 meter (USA: Valmon, Watts, Everett och Pettigrew, 2.57,57)

## Rekord
- 400 meter: 44,21, Nassau, Bahamas, 26 maj 1999